# Sarbecovirus
Sarbecovirus és un subgènere dels Betacoronavirus que agrupa els Coronavirus relacionats amb la Síndrome respiratòria aguda greu: espècie de virus que infecta humans, ratpenats i altres mamífers.

## Classificació
Els sarbecovirus, a diferència dels embecovirus o els Alphacoronavirus, només tenen una proteïnasa similar a la papaïna (PLpro) en lloc de dues en el marc obert de lectura ORF1.
Ordre Nidovirales
- Família Coronaviridae
  - Subfamília Orthocoronavirinae (coronavirus)
    - Gènere Betacoronavirus; espècie tipus: Murine coronavirus
      - Subgènere Sarbecovirus[1]
        - Espècie: Coronavirus relacionats amb la Síndrome respiratòria aguda greu
          - SARS-CoV (causant del SARS en humans)
          - SARS-CoV-2 (causant de la COVID-19 en humans)
          - Soca de rat-penat SL-CoV-WIV1
          - Soca de rat-penat SARSr-CoV HKU3
          - Soca de rat-penat SARSr-CoV RP3